# توپولف تو-۴۴۴
توپولف تو-۴۴۴ (به انگلیسی: Tupolev Tu-444) یک هواگرد ساختِ کارخانهٔ توپولف در کشور اتحاد جماهیر سوسیالیستی شوروی است.